# Vitória de Baden
Sofia Maria Vitória de Baden (em alemão: Sophie Marie Viktoria von Baden; em sueco: Sophia Maria Victoria av Baden; Karlsruhe, 7 de agosto de 1862 – Roma, 4 de abril de 1930 foi a esposa do rei Gustavo V e Rainha Consorte da Suécia de 1907 até sua morte. Nascida uma princesa alemã, era a única filha do grão-duque Frederico I de Baden e da princesa Luísa da Prússia. Ela foi politicamente ativa de forma conservadora durante o desenvolvimento da democracia e conhecida por ser pró-alemã durante a Primeira Guerra Mundial.

## Início de vida
Vitória era a segunda filha do grão-duque Frederico I de Baden e da princesa Luísa da Prússia. Os seus avós paternos eram o grão-duque Leopoldo I de Baden e a princesa Sofia da Suécia. Os seus avós maternos eram o kaiser Guilherme I da Alemanha e a princesa Augusta de Saxe-Weimar-Eisenach. A princesa Luísa era muito rigorosa com os filhos, deixando-os dormir em camas duras em quartos frios para endurecê-los, o que pode ter contribuído para os problemas de saúde de Vitória.
A princesa foi educada em casa, no Castelo de Karlsruhe, ao lado de outros quinze meninas. Além do alemão materno, Vitória era fluente em francês e inglês. Ela aprendeu a desenhar e pintar e eventualmente se tornou uma fotógrafa habilidosa. Ela também era talentosa no piano e tocava composições de Chopin, Beethoven e seu compositor favorito, Wagner.
Na juventude, ela estava apaixonada pelo grão-duque russo Nicolau, primo do czar Nicolau II. Mas, a Igreja Ortodoxa Russa proibia casamentos entre primos direitos e nunca permitira a união. Então, sua mãe tentou casá-la com o príncipe herdeiro da Alemanha, Guilherme, mas o chanceler alemão Otto von Bismarck, que também não era partidário de um casamento entre primos, se mostrou contra a união.
No outono de 1879, Vitória conheceu o príncipe herdeiro Gustavo da Suécia. O príncipe tinha sido companheiro do irmão de Vitória durante uma estadia em Londres para exercícios militares. Após o término dos exercícios, o príncipe herdeiro visitou Baden-Baden como convidado da família grão-ducal.

## Princesa herdeira

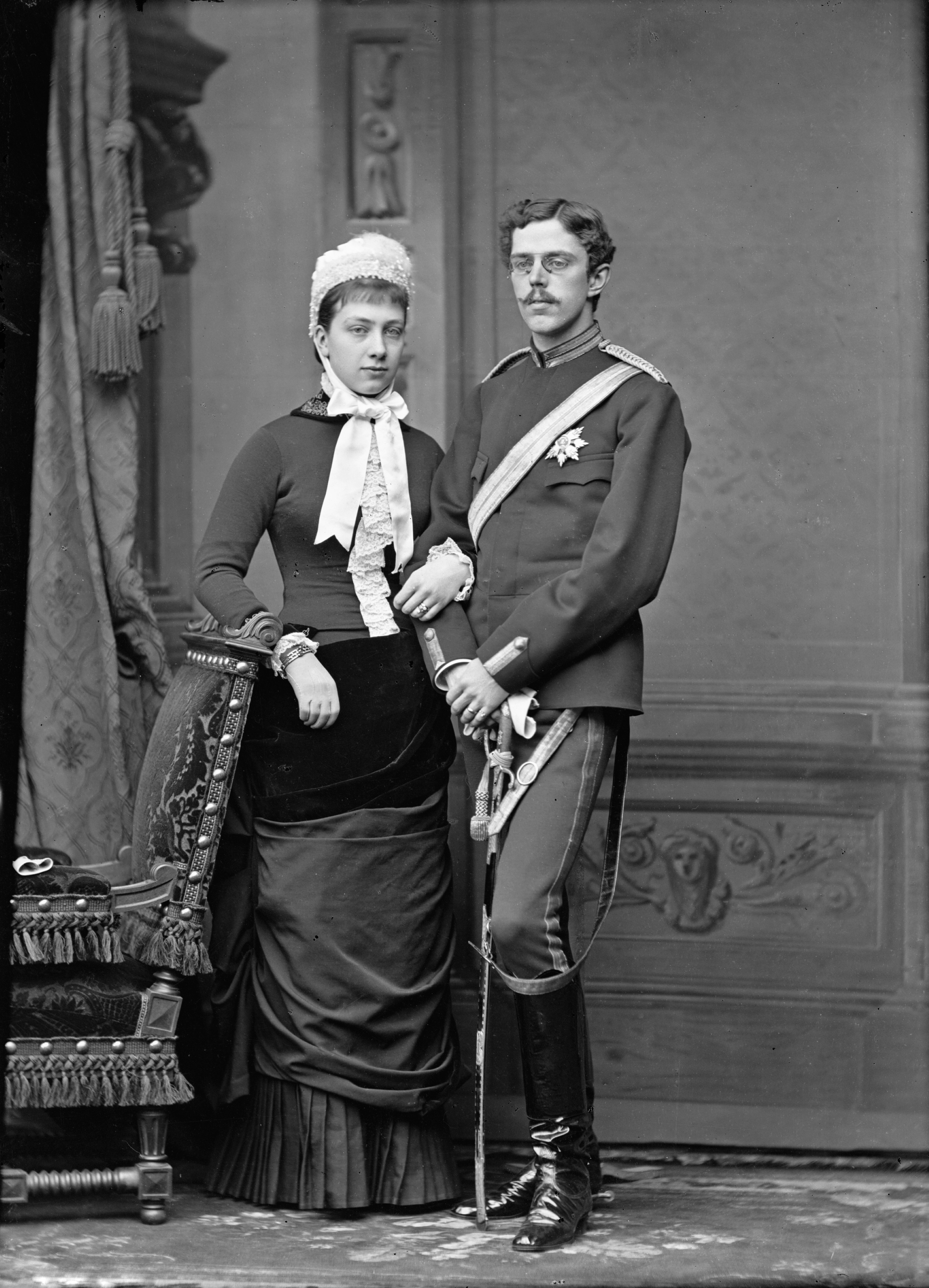
Vitória com o marido

A princesa Vitória casou-se em Karlsruhe a 20 de setembro de 1881 com o príncipe herdeiro Gustavo da Suécia e da Noruega, filho do rei Óscar II da Suécia e da Noruega e da princesa Sofia de Nassau. O imperador e a imperatriz da Alemanha estavam presentes na cerimónia e o casamento foi arranjado com o objectivo de mostrar à Europa que a Suécia estava do lado alemão. O casamento foi muito popular na Suécia onde Vitória era chamada "Princesa de Vasa", por ser uma descendente da antiga dinastia Vasa que governava a Suécia antes das invasões francesas, e foi recebida com pompa e circunstância em Estocolmo a 1 de outubro de 1881. A 1 de fevereiro de 1882, Vitória e Gustavo visitaram Oslo onde foram recebidos com uma procissão de 3000 pessoas com tochas.
Vitória e Gustavo casaram-se apenas pelas famílias e há relatos que dizem que a união não foi feliz, apesar de terem tido três filhos. Entre 1890 e 1891, Vitória e Gustavo viajaram até ao Egipto para melhorar a sua relação, mas tal não aconteceu, aparentemente devido ao interesse que a princesa demonstrou por um dos criados, e decidiu voltar a repetir a viagem entre 1891 e 1892. Depois de 1889, considera-se que a relação pessoal entre Vitória e Gustavo terminou em parte devido à suposta bissexualidade de Gustavo.
Vitória sofreu de depressão pós-parto após o nascimento do seu primeiro filho em 1883, pelo que começou a tradição de passar os invernos em spas no estrangeiro, algo que fez até à morte. Em 1888, as suas viagens de inverno tornaram-na pouco popular e a princesa foi descrita como sendo muito arrogante. Em 1889 sofreu de pneumonia e passou a ter ordens oficiais por parte dos médicos para passar os invernos em climas mais amenos. As suas estadias no estrangeiro fizeram com que tivesse conflitos com os seus sogros devido às suas despesas.
Vitória foi um dos membros da família real sueca que mais se mostrou contra o casamento do príncipe Óscar, seu cunhado, com a sua dama-de-companhia Ebba Munck af Fulkila em 1888.
Vitória é referida como sendo teimosa e artística. Era uma fotografa amadora e pintora de talento e também esculpia. Durante as suas viagens ao Egipto e a Itália, fotografou e pintou extensivamente o que viu, desenvolvendo técnicas de revelação de fotografia que melhoravam o seu trabalho. Era também uma excelente pianista, conseguindo tocar, entre outros, Der Ring des Nibelungen de Wagner sem recorrer à partitura devido à excelente educação musical que tinha recebido na sua adolescência, durante a qual chegou a virar as páginas de partituras para Franz Liszt.

## Rainha

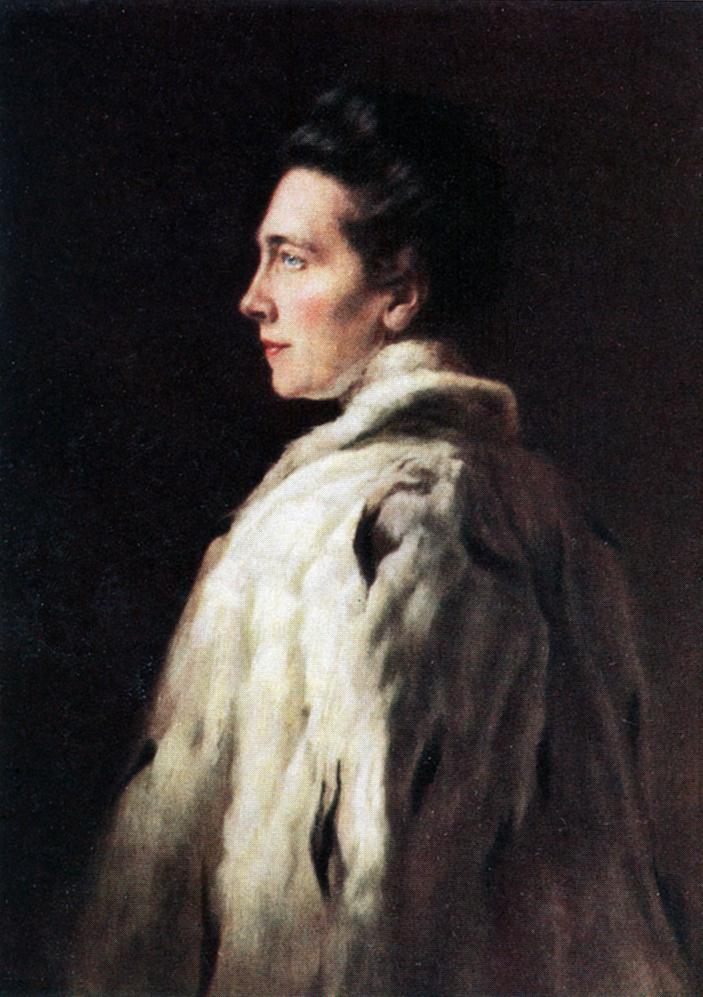
Vitória como rainha da Suécia
Por Otto Propheter, c. 1910

Vitória tornou-se rainha da Suécia após a morte do seu sogro no dia 8 de dezembro de 1907. Gustavo tornou-se no rei Gustavo V da Suécia e Vitória passou a ser conhecida por rainha Vitória. Mesmo como rainha só estava presente na Suécia durante o verão, mas dominava a corte. Foi ela que arranjou o casamento entre o seu filho do meio, o príncipe Guilherme, e a grã-duquesa Maria Pavlovna da Rússia em 1908. Também se dedicava a vários tipos de obras caritativas, tanto na Suécia como na Alemanha e Itália.
A rainha Vitória tinha bastante influência política sobre o seu marido que era frequentemente considerado pró-alemão. Em 1908, Vitória realizou uma visita oficial a Berlim na companhia de Gustavo durante a qual foi nomeada coronel honorária da Prússia, algo que tinha tudo a ver com ela, visto que era descrita como severa e militar, com o coração de um verdadeiro soldado prussiano. Vitória era muito rigorosa no que dizia respeito a disciplina e se algum dos membros da guarda do palácio se esquecesse de a saudar, era normal serem presos. Era extremamente conservadora nas suas opiniões e foi contra a separação da Suécia e da Noruega em 1905, a Grande Greve de 1909, a vitória dos radicais nas eleições de 1911, socialistas e liberais, e, quando o seu filho foi regente durante um breve período em 1912, aconselhou-o em cartas enviadas de Itália, a não ser demasiado "íntimo" com o seu governo.

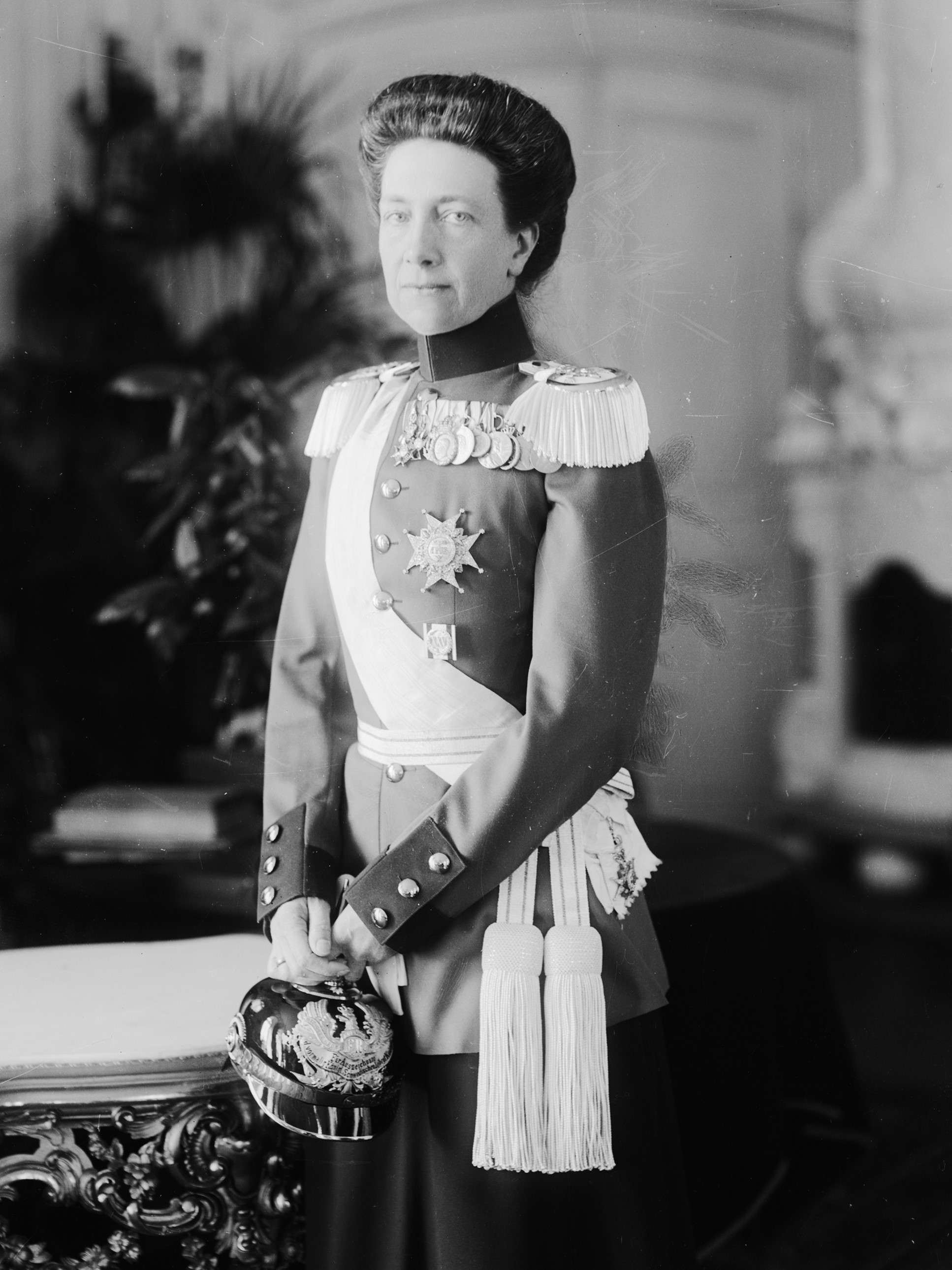
Vitória em uniforme militar

A rainha perdeu muita popularidade junto dos súbditos devido às suas atitudes pró-alemãs, principalmente durante a Primeira Guerra Mundial onde se pensa que terá influenciado grandemente a política do seu marido. Também ofereceu um presente pessoal a cada voluntário sueco que se juntasse às forças alemãs. Além do mais também manteve o contacto com o kaiser alemão que visitou com frequência durante o conflito. Fundou o "Drottningens centralkomittée" (Comité Central da Rainha) que construía equipamento de defesa. Ressentiu grandemente a eleição democrática de 1917 e fez os possíveis para impedir o novo partido de tomar posse. A influência política de Vitória devia-se sobretudo à posição do seu primo, o kaiser Guilherme II, pelo que, quando este foi deposto em 1919, a rainha perdeu a sua posição de poder na Suécia.
A rainha tinha uma saúde fraca em grande parte devido ao mau tratamento que recebeu de vários médicos na sua juventude, e viajava frequentemente com o objectivo de melhorar o seu estado de saúde sofrendo já de bronquite e possivelmente tuberculose. Teve gravidezes muito difíceis com dores que eram tratadas com mercúrio e medicação forte. Desde 1892 até à sua morte, o seu médico pessoal foi Axel Munthe e foi ele que recomendou que, por questões de saúde, Vitória devia passar os invernos em climas mais amenos. Embora se tivesse mostrado hesitante a principio, no outono a rainha viajou para Capri, uma ilha italiana, sendo recebida por uma multidão entusiasmada que a acompanhou da marinha até ao Hotel Paraíso. A partir de então, excepto durante a Primeira Guerra Mundial e nos seus últimos dois anos de vida, começou a passar vários meses por ano em Capri. Passado algum tempo decidiu mesmo comprar a sua própria casa na ilha, uma casa de campo de dois andares chamada Casa Caprile onde a rainha construiu um denso parque. Na década de 1950, vinte anos depois da sua morte, a casa tornou-se um hotel.
Enquanto estava na ilha, a rainha visitava quase todas as manhãs a residência de Munthe, Villa San Michele para os dois caminharem pela ilha. Munthe e a rainha também organizavam concertos à noite, em San Michele, nos quais ela tocava piano. Também partilhavam o amor por animais e a rainha era sempre vista a passear o seu cão. Também apoiou os esforços de Munthe para comprar Mount Barbarossa que mais tarde tornou num santuário de aves. Havia rumores de que Munthe e a rainha eram amantes, mas nunca foram confirmados.
A rainha passava muito tempo no estrangeiro por questões de saúde, visto que o clima sueco não era considerado bom para ela e, durante os seus últimos anos como rainha, quase nunca esteve presente no país. Participou numa visita oficial a Norlândia em 1921, uma visita a Dalarna em 1924 e uma à Finlândia em 1925. A visita oficial à Finlândia foi a sua última aparição oficial como rainha, apesar de ter visitado a Suécia em 1928 para celebrar o aniversário do marido, não se mostrou ao público. Contudo, durante essas celebrações, alguém reparou na figura de uma mulher atrás de uma cortina no Palácio Real de Estocolmo e acenou, recebendo um aceno de volta com um lenço de pano. Depois do acontecimento, Vitória trocou finalmente a Suécia por Itália, onde morreu dois anos depois.

## Morte
Perto do final da vida, a saúde de Vitória começou a deteriorar-se e Munthe recomendou que a rainha não voltasse a Capri. Vitória regressou à Suécia por algum tempo, construindo uma villa ao estilo de Capri, mas depois mudou-se para Roma.
A sua última visita à Suécia aconteceu no 70.º aniversário do marido em 1928. Morreu no dia 4 de abril de 1930 na sua Villa Svezia em Roma, aos sessenta e sete anos de idade.

## Descendência
1. Gustavo VI Adolfo da Suécia (11 de novembro de 1882 - 15 de setembro de 1973), casado primeiro com a princesa Margarida de Connaught; com descendência. Casado depois com Lady Luísa Mountbatten; sem descendência.
2. Guilherme, Duque de Sudermânia (17 de junho de 1884 - 5 de junho de 1965), casado com a grã-duquesa Maria Pavlovna da Rússia; com descendência.
3. Érico, Duque de Vestmânia (20 de abril de 1889 - 20 de setembro de 1918), morreu de gripe espanhola aos vinte e nove anos de idade; sem descendência.

## Genealogia
| Vitória de Baden | Pai: Frederico I, Grão-Duque de Baden | Avô paterno: Leopoldo, Grão-Duque de Baden | Bisavô paterno: Carlos Frederico, Grão-Duque de Baden                |
| Vitória de Baden | Pai: Frederico I, Grão-Duque de Baden | Avô paterno: Leopoldo, Grão-Duque de Baden | Bisavó paterna: Luísa Carolina de Hochberg                           |
| Vitória de Baden | Pai: Frederico I, Grão-Duque de Baden | Avó paterna: Sofia da Suécia               | Bisavô paterno: Gustavo IV Adolfo da Suécia                          |
| Vitória de Baden | Pai: Frederico I, Grão-Duque de Baden | Avó paterna: Sofia da Suécia               | Bisavó paterna: Frederica de Baden                                   |
| Vitória de Baden | Mãe: Luísa da Prússia                 | Avô materno: Guilherme I da Alemanha       | Bisavô materno: Frederico Guilherme III da Prússia                   |
| Vitória de Baden | Mãe: Luísa da Prússia                 | Avô materno: Guilherme I da Alemanha       | Bisavó materna: Luísa de Mecklemburgo-Strelitz                       |
| Vitória de Baden | Mãe: Luísa da Prússia                 | Avó materna: Augusta de Saxe-Weimar        | Bisavô materno: Carlos Frederico, Grão-Duque de Saxe-Weimar-Eisenach |
| Vitória de Baden | Mãe: Luísa da Prússia                 | Avó materna: Augusta de Saxe-Weimar        | Bisavó materna: Maria Pavlovna da Rússia                             |